# Lac Flammarion
Lac Flammarion is een ondiep kratermeer van de vulkaan Citerne op het Franse Caraïbische eiland Basse-Terre, behorende tot Guadeloupe. Het bevindt zich ongeveer 1,5 km ten zuidoosten van La Grande Soufrière.
Het meer wordt uitsluitend gevoed door regen; er valt jaarlijks gemiddeld 8 meter regen. Het water vloeit niet af via een rivier maar alleen door verdamping en door infiltratie. Het water is vrij zuur: de pH is tussen de 4,5 en 5. De temperatuur is vrij constant rond de 18 en 19°C.
Er is nauwelijks leven in het meer, maar langs de randen groeien wel enkele planten die bestand zijn tegen dit zure water: de varen Blechnum l'herminieri, de grasachtige Isachne rigidifolia en de endemische russensoort Juncus guadeloupensis.